# Feizabade
Feizabade,, Feizabad ou Faizabad (Feyzabad ou Fayzabad) é uma cidade do Afeganistão, capital da província de Badakhshan.